# Drimia arenicola
Drimia arenicola ist eine Pflanzenart der Gattung Drimia in der Familie der Spargelgewächse (Asparagaceae). Das Artepitheton arenicola leitet sich von den lateinischen Worten arena für ‚Sand‘ sowie -cola für ‚bewohnend‘ ab und verweist auf das bevorzugte Habitat der Art.

## Beschreibung
Drimia arenicola ist ein Geophyt. Seine fleischigen, locker dachziegelartig angeordneten Zwiebelschuppen sind eiförmig-lanzettlich. Sie sind 10 bis 30 Millimeter lang und 5 bis 15 Millimeter breit. Ihre Spitzen sind zugespitzt. Die aufrechten Laubblätter sind fadenförmig.
Der aufrechte Blütenstand erreicht eine Länge von 5 bis 15 Zentimeter. Die Rispe ist locker. Die membranartigen, eiförmig-dreieckigen, zugespitzten Brakteen sind bis zu 2 Millimeter lang und 1,5 Millimeter breit. Die glockenförmige Blütenhülle weist eine Länge von bis zu 4 Millimetern auf. Ihre schmutzig weißen, elliptischen, stumpfen Perigonblätter sind miteinander verwachsen. Sie weisen eine Länge von 4 Millimeter auf und sind 2 Millimeter breit. Die Staubbeutel sind bis zu 1 Millimeter lang. Der eiförmige Fruchtknoten weist eine Länge von bis zu 2,5 Millimeter auf. Die Blütezeit liegt im späten Frühling und frühen Sommer.
Die eiförmig-kugelförmigen Früchte sind bis zu 5 Millimeter lang. Sie enthalten längliche, glänzend schwarze, runzelige Samen mit einer Länge von bis zu 4 Millimetern.

## Systematik und Verbreitung
Drimia arenicola ist in der südafrikanischen Provinz Nordkap in der Sukkulenten-Karoo verbreitet.
Die Erstbeschreibung als Rhadamanthus arenicola durch Rune Bertil Nordenstam wurde 1970 veröffentlicht. John Charles Manning und Peter Goldblatt stellten die Art im Jahr 2000 in die Gattung Drimia.

## Nachweise